# 杜布里夫卡河

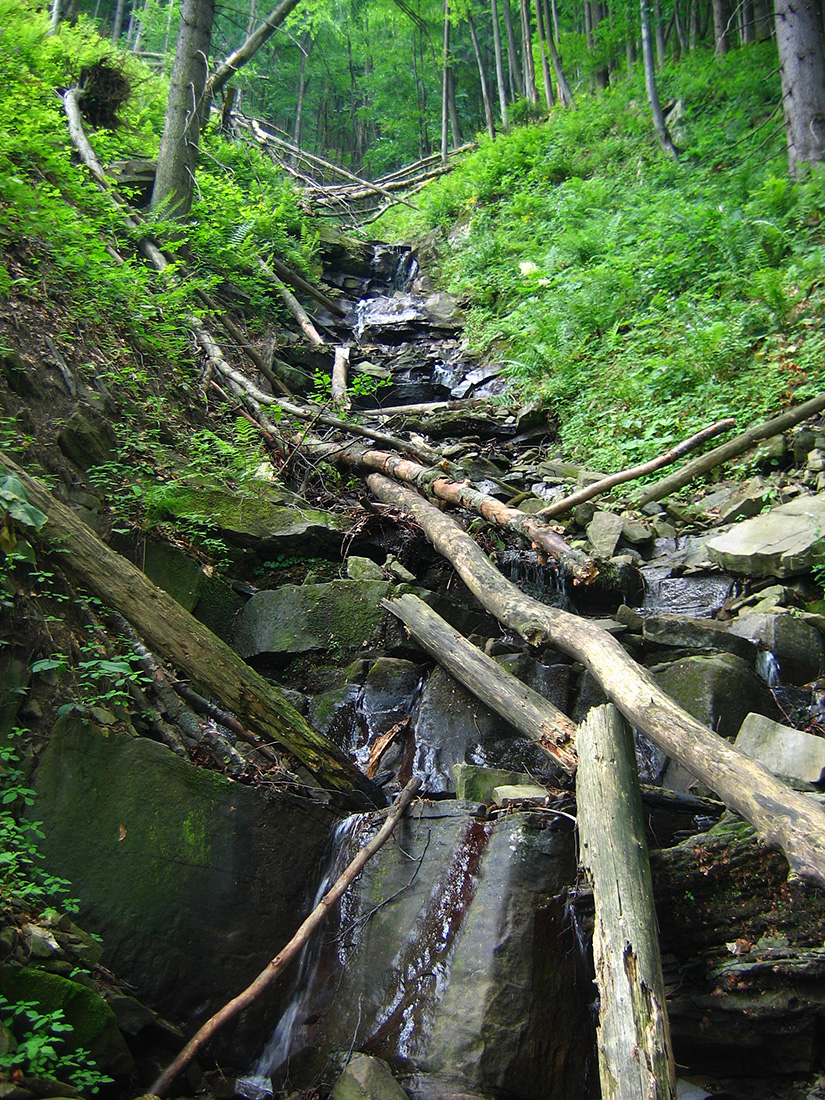

杜布里夫卡河（烏克蘭語：Дубрівка），是烏克蘭西部的河流，屬於奧皮爾河的支流。該河流經利維夫州的斯特雷區，河口處在斯科萊，河道全長4.9公里。